# E-G8

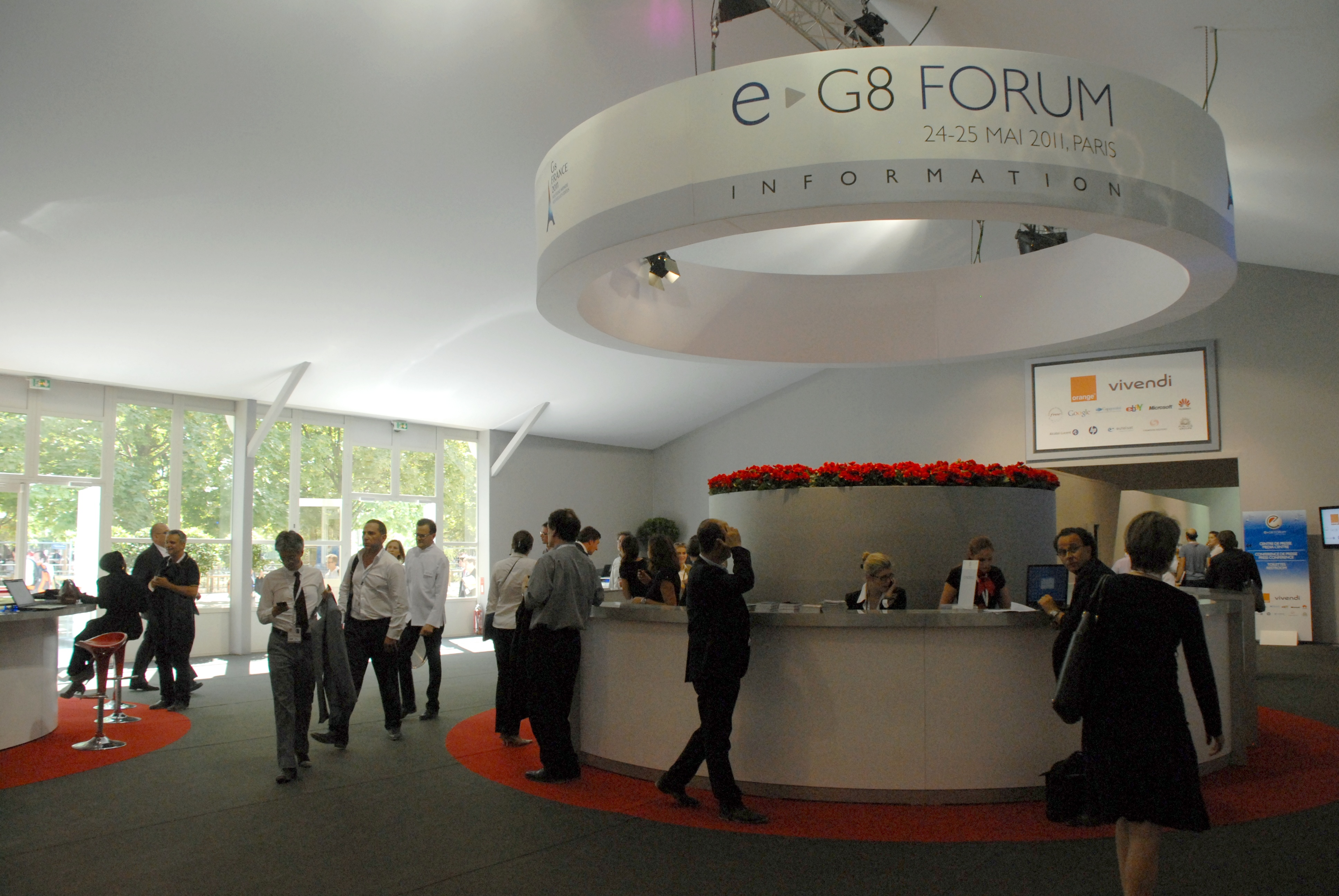
Espace d'information dans le chapiteau de l-e-G8

Le e-G8 est un forum participatif réunissant en France des leaders de l'Internet, programmé pour la veille du 37e sommet du G8.

## Présentation
L'idée de cet évènement a émergé d'un billet de blog de Tariq Krim dans lequel le fondateur de Netvibes se plaint que la France ne possède pas son CTO. Ce billet a été relayé par Arnaud Dassier et Loïc Le Meur, pour finir jusqu'à Nicolas Princen, alors conseiller technique de l'Elysée, qui a alors incité Nicolas Sarkozy à renouer avec la génération Internet malgré l'échec Hadopi.
En préparation du G8, le sommet des chefs d’État et de gouvernement des huit plus grandes puissances économiques, qui se tient à Deauville les 26 et 27 mai 2011, la présidence du G8 a organisé la veille (le 24 et 25 mai 2011) le e-G8 Forum, également connu sous le nom de e-G8.  Il réunit les leaders et experts des technologies de l’information et de l’Internet, du monde entier.

## Fonctionnement
Les acteurs de l’économie numérique participant au e-G8 Forum sont libres de leurs sujets, de l’ordre du jour, du contenu et des conclusions. Internet et le numérique en général, ayant été déclaré élément principal de la 37e rencontre du G8, la synthèse de ces travaux est soumise le lendemain aux chefs d’État à Deauville.
Le e-G8 forum est organisé par Maurice Lévy, PDG de Publicis, sous la supervision de l’Élysée.

## Invités
- John Perry Barlow[6] (EFF)
- Eric Schmidt (Google)
- Mark Zuckerberg (Facebook)
- Jack Ma (la plate-forme marchande chinoise Alibaba.com)
- Jimmy Wales (Wikipédia)
- Xavier Niel (Free)
- Jeff Bezos (Amazon)
- Hartmut Ostrowski (de) (Bertelsmann),
- Stéphane Richard (France Télécom)
- Marc Simoncini (Meetic)
- Jacques-Antoine Granjon (vente-privee.com)
- John Donahoe (eBay)
- Peter Chou (HTC)
- Pierre Kosciusko-Morizet (PriceMinister)
- Larry Lessig, professeur de droit à Harvard
- Alexandre Malsch (Melty)

## Annexe